# Megalomma kaikourense
Megalomma kaikourense är en ringmaskart som beskrevs av Knight-Jones 1997. Megalomma kaikourense ingår i släktet Megalomma och familjen Sabellidae.
Artens utbredningsområde är havet kring Nya Zeeland. Inga underarter finns listade i Catalogue of Life.